# Katherine Lowther
Katherine Lowther, Viscountess Lonsdale (ursprünglich Katherine Thynne; * 21. September 1653 in Caus Castle, Shropshire; † 7. Januar 1713 in London) war eine englische Adlige. Nach dem Tod ihres Mannes übernahm sie mit dessen politischen Einfluss in Nordwestengland.

## Herkunft und Ehe mit John Lowther
Katherine Lowther entstammte der englischen Familie Thynne. Sie war eine Tochter von Sir Henry Thynne, 1. Baronet und von Mary Coventry, einer Tochter von Thomas Coventry, 1. Baron Coventry. Am 3. Dezember 1674 heiratete sie John Lowther, den ältesten Sohn von Oberst John Lowther und Elizabeth Bellingham. Ihr Mann gehörte einer einflussreichen nordwestenglischen Familie an und erbte am 30. November 1675 beim Tod seines Großvaters den Titel 2. Baronet, of Lowther in the County of Westmorland. In den nächsten Jahren lebte Katherine mit ihrem Mann in London, wo mehrere ihrer Kinder geboren wurden, nach 1680 lebte sie meist in Lowther. Nach der Geburt eines Sohns 1694 erkrankte Katherine schwer im Wochenbett, anschließend machte sie eine Kur in Bath und blieb danach in London, bis ihre Gesundheit wiederhergestellt war. Ihr Mann, der langjähriger Knight of the Shire für Westmorland im House of Commons und 1690 für mehrere Monate Lord High Treasurer war, legte dafür 1694 seine Ämter als Lord Lieutenant von Cumberland und Westmorland sowie als Vice-Chamberlain of the Household nieder. Er wurde am 28. Mai 1696 zum Viscount Lonsdale erhoben und damit Mitglied des House of Lords. Katherine führte nun den Höflichkeitstitel Viscountess Lonsdale. Ihr Mann wurde 1699 Lordsiegelbewahrer, starb jedoch bereits am 10. Juli 1700.

## Vertreterin der Familie ihres Mannes
Die Umsetzung des Testaments ihres Mannes bereitete Lady Lonsdale Schwierigkeiten, da ihre Söhne noch minderjährig waren. Sie übernahm selbst die Verwaltung der Besitzungen ihres Mannes, wobei sie dabei auch ihren Bruder Lord Weymouth und Sir John Lowther, 2. Baronet († 1706), einen Cousin ihres Mannes, um Rat fragte. Ihr Bruder Lord Weymouth riet ihr, sich bei der anstehenden Unterhauswahl in Westmorland Anfang 1701 neutral zu verhalten, doch sie erkannte bald, dass dies gegen die politischen Interessen der Lowthers war. Ihr Mann war den Whigs zugerechnet worden, und in der Folge wies sie die politischen Ansprüche von Sir Christopher Musgrave, 4. Baronet zurück, der als Kandidat der Tories für Westmorland kandidierte. Mit Unterstützung von Sir John Lowther und Charles Howard, 3. Earl of Carlisle erreichte sie, dass bei der Wahl im Dezember 1701 Sir Richard Sandford, ein Kandidat der Whigs, für Westmorland gewählt wurde. Auch wenn sie weiterhin Kontakt zu ihrem Bruder Lord Weymouth hielt, der ein offener Tory war, blieb Lady Lonsdale zeitlebens eine Unterstützerin der Whigs. Nach dem Tod von Sir John Lowther unterstützte sie seinen Sohn James Lowther bei den Unterhauswahlen 1708 und 1710, bei denen er als Abgeordneter für Cumberland gewählt wurde. 

## Familie und Nachkommen
Mit ihrem Mann hatte sie fünf Söhne, von denen zwei als Kinder starben, und neun Töchter, von denen vier sie überlebten, darunter:
- Mary Lowther († 1706) ⚭ Sir John Wentworth, 1. Baronet;
- Elizabeth Lowther († 1764) ⚭ Sir William Ramsden, 2. Baronet;
- Jane Lowther († 1752);
- Margaret Lowther ⚭ Sir Joseph Pennington, 2. Baronet;
- Barbara Lowther († 1716)⚭ Thomas Howard;
- Richard Lowther, 2. Viscount Lonsdale (1694–1713);
- Henry Lowther, 3. Viscount Lonsdale (1694–1751);
- Anthony Lowther († 1741).

1705 kam es zu einer Krise in der Familie, als ihre Tochter Barbara heimlich den katholischen Thomas Howard von Corby Castle heiratete. Dies erforderte eine Reihe von schwierigen Verhandlungen über die Besitzrechte der Braut und ihrer Kinder, die nicht vor September 1706 abgeschlossen waren. Lady Lonsdale wurde am 28. Januar 1713 unter großer Anteilnahme der Bevölkerung in Lowther begraben. In ihrem Testament bedachte sie ihre drei Söhne, drei ihrer Töchter sowie Sir John Wentworth, den Mann ihrer verstorbenen Tochter Mary, nicht jedoch ihre Tochter Barbara.